# George Fish
George Winthrop Fish (* 4. April 1895 in Los Angeles, Kalifornien; † 22. Februar 1977 in East Hampton, New York) war ein US-amerikanischer Rugby-Union-Spieler und Urologe. Er gilt als Vorlage der Figur des Dr. Kildare seines Freundes Frederick Schiller Faust. Als Nummer Acht der US-Rugby-Nationalmannschaft wurde er 1920 Olympiasieger.
Fish war ein Absolvent der University of California, Berkeley und der Columbia Medical School. Er spielte für den Los Angeles Athletic Club als er 1920 für die Eagles für das olympische Rugby-Turnier nominiert wurde.
Fish war Chirurg in New York und bekannter Nierenspezialist; Anfang der 1930er Jahre war er insbesondere bei Boxern beliebt. So operierte er 1930/31 innerhalb weniger Monate die beiden ehemaligen Schwergewichtsweltmeister Gene Tunney und James J. Corbett an den Nieren. Er war Professor für klinische Urologie an der Columbia.

## Werke
- mit Sheila Maureen Dwyer: Modern urology for nurses, Lea & Febiger, Philadelphia 1940